# Nellie Karlsson
Nellie Hanna Christina Karlsson, född 9 juli 1995, är en svensk fotbollsspelare som spelar för Växjö DFF. Hennes tvillingsyster, Elin Karlsson, är också en fotbollsspelare.
Karlsson spelade tidigare som anfallare men har skolats om till försvarare.

## Karriär
Karlssons moderklubb är Hovshaga AIF. Därefter gick hon till Östers IF och senare vidare till Växjö DFF.
Inför säsongen 2015 värvades Karlsson av damallsvenska Kristianstads DFF. Inför säsongen 2017 återvände hon till Växjö DFF.
I november 2021 värvades Karlsson av Linköpings FC, där hon skrev på ett tvåårskontrakt. I december 2023 förlängde Karlsson sitt kontrakt med ett år samt med en option på ytterligare ett år.
Inför säsongen 2025 återvände Karlsson till Växjö DFF, där hon skrev på ett tvåårskontrakt.